# Karel van Zweden (1861-1951)
Oscar Karel Willem Bernadotte (Stockholm, 27 februari 1861 - aldaar, 24 oktober 1951) was hertog van Västergötland en een prins van Zweden en Noorwegen als derde kind van het Zweedse koningspaar Oscar II en Sophia van Nassau.

## Biografie
Prins Karel werd gezien als een goede kandidaat voor de Noorse troon die in 1905 onbezet bleef. Hier was koning Oscar II het echter niet mee eens en daardoor deed Karel afstand van zijn rechten op de Noorse troon. De Deense prins Karel, een broer van Karels vrouw Ingeborg, werd koning van Noorwegen als koning Haakon VII.

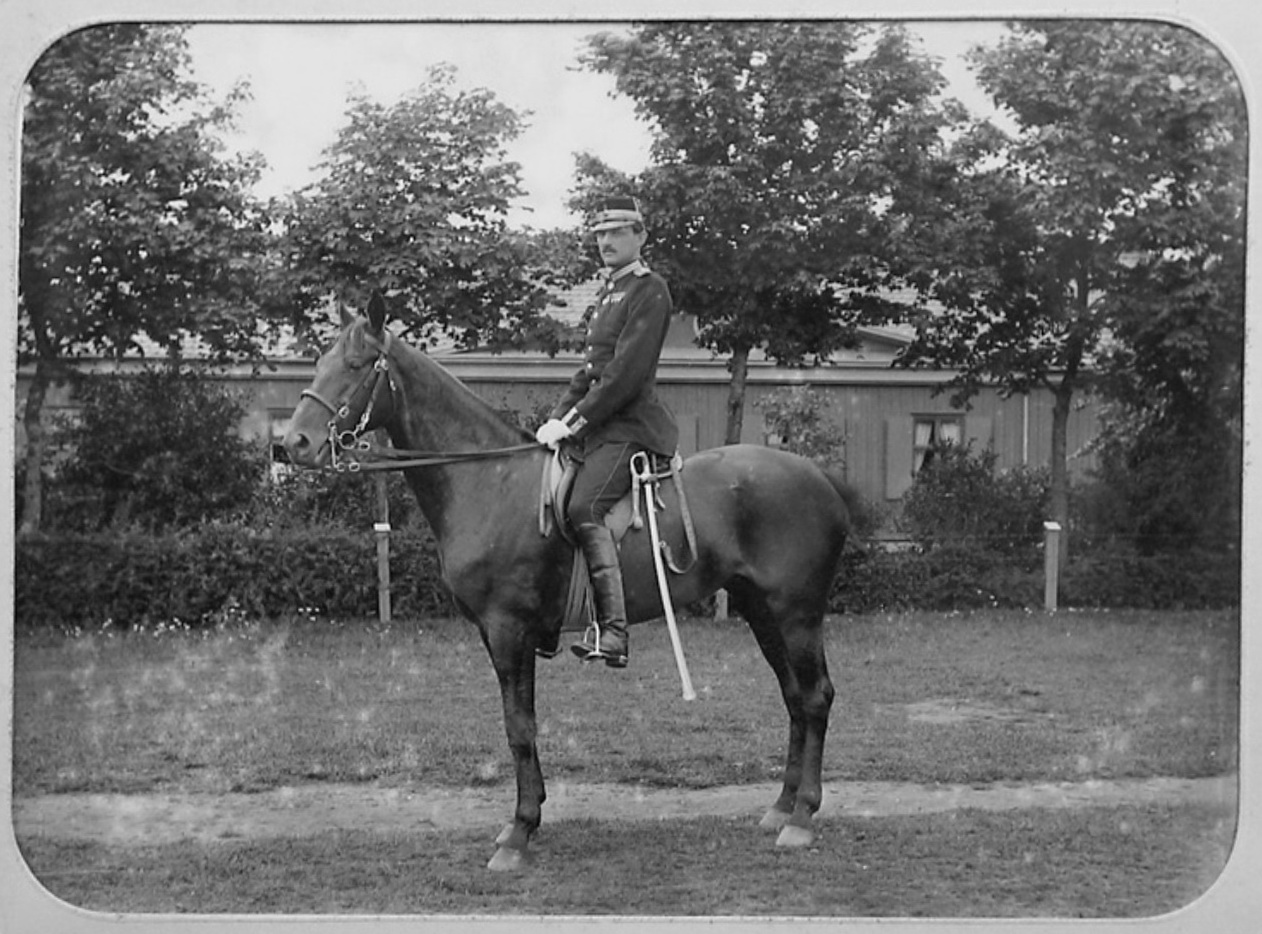
Karel als cavalerie-officier, gefotografeerd door Jules David in 1894

Hij werd vaak de blauwe prins genoemd wegens zijn blauwe cavalerieuitrusting. Hij hield niet van het protocol en leidde een eigen gezinsleven. Door de huwelijken van zijn dochters was hij enerzijds de grootvader van de latere koningen Boudewijn en Albert II van België, alsmede van hun zuster de latere groothertogin Josephine Charlotte van Luxemburg en anderzijds ook van koning Harald V van Noorwegen.
Op 27 augustus 1897 huwde Prins Karel in Kopenhagen met de Deense prinses Ingeborg van Denemarken, de tweede dochter van koning Frederik VIII van Denemarken en koningin Louise, geboren als prinses van Zweden. Koningin Louise was een nicht van prins Karel; zij was namelijk de enige dochter van koning Karel XV, de oudere broer van koning Oscar II, prins Karels vader. 
Uit het huwelijk werden vier kinderen geboren:
- Margaretha Sophia Louise Ingeborg (25 juni 1899 - 4 januari 1977) trad in het huwelijk met prins Axel van Denemarken.
- Märtha Sophia Lovisa Damar Thyra (28 maart 1901 - 5 april 1954) huwde kroonprins Olaf van Noorwegen, de latere koning Olaf V. Zij is de moeder van koning Harald V.
- Astrid Sofia Lovisa Thyra (17 november 1905 - 29 augustus 1935) huwde kroonprins Leopold van België, de latere koning Leopold III. Zij is de moeder van de latere Belgische koningen Boudewijn en Albert II.
- Karel Gustaaf Oscar Frederik Christiaan (10 januari 1911 - 27 juni 2003) huwde drie keer.

## Stamboom
| Stamboom Karel van Zweden (1861-1951)                                             | Stamboom Karel van Zweden (1861-1951)                                        | Stamboom Karel van Zweden (1861-1951)                                        | Stamboom Karel van Zweden (1861-1951)                                        | Stamboom Karel van Zweden (1861-1951)                                        | Stamboom Karel van Zweden (1861-1951)                                        | Stamboom Karel van Zweden (1861-1951)                                        | Stamboom Karel van Zweden (1861-1951)                                        | Stamboom Karel van Zweden (1861-1951)                                        | Stamboom Karel van Zweden (1861-1951)                                                           | Stamboom Karel van Zweden (1861-1951)                                                           | Stamboom Karel van Zweden (1861-1951)                                                           | Stamboom Karel van Zweden (1861-1951)                                                           | Stamboom Karel van Zweden (1861-1951)                                                           | Stamboom Karel van Zweden (1861-1951)                                                           | Stamboom Karel van Zweden (1861-1951)                                                           | Stamboom Karel van Zweden (1861-1951)                                                           | Stamboom Karel van Zweden (1861-1951)                                                           | Stamboom Karel van Zweden (1861-1951)                                                           | Stamboom Karel van Zweden (1861-1951)                                                           | Stamboom Karel van Zweden (1861-1951)                                                           | Stamboom Karel van Zweden (1861-1951)                                                                   | Stamboom Karel van Zweden (1861-1951)                                                                   | Stamboom Karel van Zweden (1861-1951)                                                                   | Stamboom Karel van Zweden (1861-1951)                                                                   | Stamboom Karel van Zweden (1861-1951)                                                    | Stamboom Karel van Zweden (1861-1951)                                                    | Stamboom Karel van Zweden (1861-1951)                                                    | Stamboom Karel van Zweden (1861-1951)                                                    | Stamboom Karel van Zweden (1861-1951)                                                    | Stamboom Karel van Zweden (1861-1951)                                                    | Stamboom Karel van Zweden (1861-1951)                                                        | Stamboom Karel van Zweden (1861-1951)                                                        | Stamboom Karel van Zweden (1861-1951)                                                        | Stamboom Karel van Zweden (1861-1951)                                                        | Stamboom Karel van Zweden (1861-1951)                                                        | Stamboom Karel van Zweden (1861-1951)                                                        | Stamboom Karel van Zweden (1861-1951)                                                        | Stamboom Karel van Zweden (1861-1951)                                                        | Stamboom Karel van Zweden (1861-1951)                                                        | Stamboom Karel van Zweden (1861-1951)                                                        |
| --------------------------------------------------------------------------------- | ---------------------------------------------------------------------------- | ---------------------------------------------------------------------------- | ---------------------------------------------------------------------------- | ---------------------------------------------------------------------------- | ---------------------------------------------------------------------------- | ---------------------------------------------------------------------------- | ---------------------------------------------------------------------------- | ---------------------------------------------------------------------------- | ----------------------------------------------------------------------------------------------- | ----------------------------------------------------------------------------------------------- | ----------------------------------------------------------------------------------------------- | ----------------------------------------------------------------------------------------------- | ----------------------------------------------------------------------------------------------- | ----------------------------------------------------------------------------------------------- | ----------------------------------------------------------------------------------------------- | ----------------------------------------------------------------------------------------------- | ----------------------------------------------------------------------------------------------- | ----------------------------------------------------------------------------------------------- | ----------------------------------------------------------------------------------------------- | ----------------------------------------------------------------------------------------------- | --- | --- | --- | --- | ---------------------------------------------------------------------------------------- | ---------------------------------------------------------------------------------------- | ---------------------------------------------------------------------------------------- | ---------------------------------------------------------------------------------------- | ---------------------------------------------------------------------------------------- | ---------------------------------------------------------------------------------------- | -------------------------------------------------------------------------------------------- | -------------------------------------------------------------------------------------------- | -------------------------------------------------------------------------------------------- | -------------------------------------------------------------------------------------------- | -------------------------------------------------------------------------------------------- | -------------------------------------------------------------------------------------------- | -------------------------------------------------------------------------------------------- | -------------------------------------------------------------------------------------------- | -------------------------------------------------------------------------------------------- | -------------------------------------------------------------------------------------------- |
| Overouders                                                                        | Karel XIV Johan van Zweden (1763-1844) ∞ Désirée Clary (1777-1860)           | Karel XIV Johan van Zweden (1763-1844) ∞ Désirée Clary (1777-1860)           | Karel XIV Johan van Zweden (1763-1844) ∞ Désirée Clary (1777-1860)           | Karel XIV Johan van Zweden (1763-1844) ∞ Désirée Clary (1777-1860)           | Karel XIV Johan van Zweden (1763-1844) ∞ Désirée Clary (1777-1860)           | Karel XIV Johan van Zweden (1763-1844) ∞ Désirée Clary (1777-1860)           | Karel XIV Johan van Zweden (1763-1844) ∞ Désirée Clary (1777-1860)           | Karel XIV Johan van Zweden (1763-1844) ∞ Désirée Clary (1777-1860)           | Karel XIV Johan van Zweden (1763-1844) ∞ Désirée Clary (1777-1860)                              | Karel XIV Johan van Zweden (1763-1844) ∞ Désirée Clary (1777-1860)                              | Eugène de Beauharnais (1781-1824) ∞ Augusta van Beieren (1788-1851)                             | Eugène de Beauharnais (1781-1824) ∞ Augusta van Beieren (1788-1851)                             | Eugène de Beauharnais (1781-1824) ∞ Augusta van Beieren (1788-1851)                             | Eugène de Beauharnais (1781-1824) ∞ Augusta van Beieren (1788-1851)                             | Eugène de Beauharnais (1781-1824) ∞ Augusta van Beieren (1788-1851)                             | Eugène de Beauharnais (1781-1824) ∞ Augusta van Beieren (1788-1851)                             | Eugène de Beauharnais (1781-1824) ∞ Augusta van Beieren (1788-1851)                             | Eugène de Beauharnais (1781-1824) ∞ Augusta van Beieren (1788-1851)                             | Eugène de Beauharnais (1781-1824) ∞ Augusta van Beieren (1788-1851)                             | Eugène de Beauharnais (1781-1824) ∞ Augusta van Beieren (1788-1851)                             | Frederik Willem van Nassau-Weilburg (1768-1816) ∞ Louise van Sayn-Hachenburg (1772-1827)                | Frederik Willem van Nassau-Weilburg (1768-1816) ∞ Louise van Sayn-Hachenburg (1772-1827)                | Frederik Willem van Nassau-Weilburg (1768-1816) ∞ Louise van Sayn-Hachenburg (1772-1827)                | Frederik Willem van Nassau-Weilburg (1768-1816) ∞ Louise van Sayn-Hachenburg (1772-1827)                | Frederik Willem van Nassau-Weilburg (1768-1816) ∞ Louise van Sayn-Hachenburg (1772-1827) | Frederik Willem van Nassau-Weilburg (1768-1816) ∞ Louise van Sayn-Hachenburg (1772-1827) | Frederik Willem van Nassau-Weilburg (1768-1816) ∞ Louise van Sayn-Hachenburg (1772-1827) | Frederik Willem van Nassau-Weilburg (1768-1816) ∞ Louise van Sayn-Hachenburg (1772-1827) | Frederik Willem van Nassau-Weilburg (1768-1816) ∞ Louise van Sayn-Hachenburg (1772-1827) | Frederik Willem van Nassau-Weilburg (1768-1816) ∞ Louise van Sayn-Hachenburg (1772-1827) | Paul van Württemberg (1785-1852) ∞ Catharine Charlotte van Saksen-Hildburghausen (1787-1847) | Paul van Württemberg (1785-1852) ∞ Catharine Charlotte van Saksen-Hildburghausen (1787-1847) | Paul van Württemberg (1785-1852) ∞ Catharine Charlotte van Saksen-Hildburghausen (1787-1847) | Paul van Württemberg (1785-1852) ∞ Catharine Charlotte van Saksen-Hildburghausen (1787-1847) | Paul van Württemberg (1785-1852) ∞ Catharine Charlotte van Saksen-Hildburghausen (1787-1847) | Paul van Württemberg (1785-1852) ∞ Catharine Charlotte van Saksen-Hildburghausen (1787-1847) | Paul van Württemberg (1785-1852) ∞ Catharine Charlotte van Saksen-Hildburghausen (1787-1847) | Paul van Württemberg (1785-1852) ∞ Catharine Charlotte van Saksen-Hildburghausen (1787-1847) | Paul van Württemberg (1785-1852) ∞ Catharine Charlotte van Saksen-Hildburghausen (1787-1847) | Paul van Württemberg (1785-1852) ∞ Catharine Charlotte van Saksen-Hildburghausen (1787-1847) |
| Grootouders                                                                       | Oscar I van Zweden (1799-1859) x 1823 Josephine van Leuchtenberg (1807-1876) | Oscar I van Zweden (1799-1859) x 1823 Josephine van Leuchtenberg (1807-1876) | Oscar I van Zweden (1799-1859) x 1823 Josephine van Leuchtenberg (1807-1876) | Oscar I van Zweden (1799-1859) x 1823 Josephine van Leuchtenberg (1807-1876) | Oscar I van Zweden (1799-1859) x 1823 Josephine van Leuchtenberg (1807-1876) | Oscar I van Zweden (1799-1859) x 1823 Josephine van Leuchtenberg (1807-1876) | Oscar I van Zweden (1799-1859) x 1823 Josephine van Leuchtenberg (1807-1876) | Oscar I van Zweden (1799-1859) x 1823 Josephine van Leuchtenberg (1807-1876) | Oscar I van Zweden (1799-1859) x 1823 Josephine van Leuchtenberg (1807-1876)                    | Oscar I van Zweden (1799-1859) x 1823 Josephine van Leuchtenberg (1807-1876)                    | Oscar I van Zweden (1799-1859) x 1823 Josephine van Leuchtenberg (1807-1876)                    | Oscar I van Zweden (1799-1859) x 1823 Josephine van Leuchtenberg (1807-1876)                    | Oscar I van Zweden (1799-1859) x 1823 Josephine van Leuchtenberg (1807-1876)                    | Oscar I van Zweden (1799-1859) x 1823 Josephine van Leuchtenberg (1807-1876)                    | Oscar I van Zweden (1799-1859) x 1823 Josephine van Leuchtenberg (1807-1876)                    | Oscar I van Zweden (1799-1859) x 1823 Josephine van Leuchtenberg (1807-1876)                    | Oscar I van Zweden (1799-1859) x 1823 Josephine van Leuchtenberg (1807-1876)                    | Oscar I van Zweden (1799-1859) x 1823 Josephine van Leuchtenberg (1807-1876)                    | Oscar I van Zweden (1799-1859) x 1823 Josephine van Leuchtenberg (1807-1876)                    | Oscar I van Zweden (1799-1859) x 1823 Josephine van Leuchtenberg (1807-1876)                    | Willem van Nassau (1792-1839) x 1829 Pauline van Württemberg (1810-1856)                                | Willem van Nassau (1792-1839) x 1829 Pauline van Württemberg (1810-1856)                                | Willem van Nassau (1792-1839) x 1829 Pauline van Württemberg (1810-1856)                                | Willem van Nassau (1792-1839) x 1829 Pauline van Württemberg (1810-1856)                                | Willem van Nassau (1792-1839) x 1829 Pauline van Württemberg (1810-1856)                 | Willem van Nassau (1792-1839) x 1829 Pauline van Württemberg (1810-1856)                 | Willem van Nassau (1792-1839) x 1829 Pauline van Württemberg (1810-1856)                 | Willem van Nassau (1792-1839) x 1829 Pauline van Württemberg (1810-1856)                 | Willem van Nassau (1792-1839) x 1829 Pauline van Württemberg (1810-1856)                 | Willem van Nassau (1792-1839) x 1829 Pauline van Württemberg (1810-1856)                 | Willem van Nassau (1792-1839) x 1829 Pauline van Württemberg (1810-1856)                     | Willem van Nassau (1792-1839) x 1829 Pauline van Württemberg (1810-1856)                     | Willem van Nassau (1792-1839) x 1829 Pauline van Württemberg (1810-1856)                     | Willem van Nassau (1792-1839) x 1829 Pauline van Württemberg (1810-1856)                     | Willem van Nassau (1792-1839) x 1829 Pauline van Württemberg (1810-1856)                     | Willem van Nassau (1792-1839) x 1829 Pauline van Württemberg (1810-1856)                     | Willem van Nassau (1792-1839) x 1829 Pauline van Württemberg (1810-1856)                     | Willem van Nassau (1792-1839) x 1829 Pauline van Württemberg (1810-1856)                     | Willem van Nassau (1792-1839) x 1829 Pauline van Württemberg (1810-1856)                     | Willem van Nassau (1792-1839) x 1829 Pauline van Württemberg (1810-1856)                     |
| Ouders                                                                            | Oscar II van Zweden (1829-1907) x 1857 Sophia van Nassau (1836-1913)         | Oscar II van Zweden (1829-1907) x 1857 Sophia van Nassau (1836-1913)         | Oscar II van Zweden (1829-1907) x 1857 Sophia van Nassau (1836-1913)         | Oscar II van Zweden (1829-1907) x 1857 Sophia van Nassau (1836-1913)         | Oscar II van Zweden (1829-1907) x 1857 Sophia van Nassau (1836-1913)         | Oscar II van Zweden (1829-1907) x 1857 Sophia van Nassau (1836-1913)         | Oscar II van Zweden (1829-1907) x 1857 Sophia van Nassau (1836-1913)         | Oscar II van Zweden (1829-1907) x 1857 Sophia van Nassau (1836-1913)         | Oscar II van Zweden (1829-1907) x 1857 Sophia van Nassau (1836-1913)                            | Oscar II van Zweden (1829-1907) x 1857 Sophia van Nassau (1836-1913)                            | Oscar II van Zweden (1829-1907) x 1857 Sophia van Nassau (1836-1913)                            | Oscar II van Zweden (1829-1907) x 1857 Sophia van Nassau (1836-1913)                            | Oscar II van Zweden (1829-1907) x 1857 Sophia van Nassau (1836-1913)                            | Oscar II van Zweden (1829-1907) x 1857 Sophia van Nassau (1836-1913)                            | Oscar II van Zweden (1829-1907) x 1857 Sophia van Nassau (1836-1913)                            | Oscar II van Zweden (1829-1907) x 1857 Sophia van Nassau (1836-1913)                            | Oscar II van Zweden (1829-1907) x 1857 Sophia van Nassau (1836-1913)                            | Oscar II van Zweden (1829-1907) x 1857 Sophia van Nassau (1836-1913)                            | Oscar II van Zweden (1829-1907) x 1857 Sophia van Nassau (1836-1913)                            | Oscar II van Zweden (1829-1907) x 1857 Sophia van Nassau (1836-1913)                            | Oscar II van Zweden (1829-1907) x 1857 Sophia van Nassau (1836-1913)                                    | Oscar II van Zweden (1829-1907) x 1857 Sophia van Nassau (1836-1913)                                    | Oscar II van Zweden (1829-1907) x 1857 Sophia van Nassau (1836-1913)                                    | Oscar II van Zweden (1829-1907) x 1857 Sophia van Nassau (1836-1913)                                    | Oscar II van Zweden (1829-1907) x 1857 Sophia van Nassau (1836-1913)                     | Oscar II van Zweden (1829-1907) x 1857 Sophia van Nassau (1836-1913)                     | Oscar II van Zweden (1829-1907) x 1857 Sophia van Nassau (1836-1913)                     | Oscar II van Zweden (1829-1907) x 1857 Sophia van Nassau (1836-1913)                     | Oscar II van Zweden (1829-1907) x 1857 Sophia van Nassau (1836-1913)                     | Oscar II van Zweden (1829-1907) x 1857 Sophia van Nassau (1836-1913)                     | Oscar II van Zweden (1829-1907) x 1857 Sophia van Nassau (1836-1913)                         | Oscar II van Zweden (1829-1907) x 1857 Sophia van Nassau (1836-1913)                         | Oscar II van Zweden (1829-1907) x 1857 Sophia van Nassau (1836-1913)                         | Oscar II van Zweden (1829-1907) x 1857 Sophia van Nassau (1836-1913)                         | Oscar II van Zweden (1829-1907) x 1857 Sophia van Nassau (1836-1913)                         | Oscar II van Zweden (1829-1907) x 1857 Sophia van Nassau (1836-1913)                         | Oscar II van Zweden (1829-1907) x 1857 Sophia van Nassau (1836-1913)                         | Oscar II van Zweden (1829-1907) x 1857 Sophia van Nassau (1836-1913)                         | Oscar II van Zweden (1829-1907) x 1857 Sophia van Nassau (1836-1913)                         | Oscar II van Zweden (1829-1907) x 1857 Sophia van Nassau (1836-1913)                         |
| Karel van Zweden (1861-1951) x 1897 Ingeborg Charlotte van Denemarken (1878-1958) |                                                                              |                                                                              |                                                                              |                                                                              |                                                                              |                                                                              |                                                                              |                                                                              |                                                                                                 |                                                                                                 |                                                                                                 |                                                                                                 |                                                                                                 |                                                                                                 |                                                                                                 |                                                                                                 |                                                                                                 |                                                                                                 |                                                                                                 |                                                                                                 | | | | |                                                                                          |                                                                                          |                                                                                          |                                                                                          |                                                                                          |                                                                                          |                                                                                              |                                                                                              |                                                                                              |                                                                                              |                                                                                              |                                                                                              |                                                                                              |                                                                                              |                                                                                              |                                                                                              |
| Kinderen                                                                          | Margaretha (1899-1977) x 1918 Axel (1888-1964)                               | Margaretha (1899-1977) x 1918 Axel (1888-1964)                               | Margaretha (1899-1977) x 1918 Axel (1888-1964)                               | Margaretha (1899-1977) x 1918 Axel (1888-1964)                               | Margaretha (1899-1977) x 1918 Axel (1888-1964)                               | Margaretha (1899-1977) x 1918 Axel (1888-1964)                               | Margaretha (1899-1977) x 1918 Axel (1888-1964)                               | Margaretha (1899-1977) x 1918 Axel (1888-1964)                               | Märtha (1901-1954) x 1929 Alexander Frederik Eduard Christiaan (1903-1991) Olaf V van Noorwegen | Märtha (1901-1954) x 1929 Alexander Frederik Eduard Christiaan (1903-1991) Olaf V van Noorwegen | Märtha (1901-1954) x 1929 Alexander Frederik Eduard Christiaan (1903-1991) Olaf V van Noorwegen | Märtha (1901-1954) x 1929 Alexander Frederik Eduard Christiaan (1903-1991) Olaf V van Noorwegen | Märtha (1901-1954) x 1929 Alexander Frederik Eduard Christiaan (1903-1991) Olaf V van Noorwegen | Märtha (1901-1954) x 1929 Alexander Frederik Eduard Christiaan (1903-1991) Olaf V van Noorwegen | Märtha (1901-1954) x 1929 Alexander Frederik Eduard Christiaan (1903-1991) Olaf V van Noorwegen | Märtha (1901-1954) x 1929 Alexander Frederik Eduard Christiaan (1903-1991) Olaf V van Noorwegen | Märtha (1901-1954) x 1929 Alexander Frederik Eduard Christiaan (1903-1991) Olaf V van Noorwegen | Märtha (1901-1954) x 1929 Alexander Frederik Eduard Christiaan (1903-1991) Olaf V van Noorwegen | Märtha (1901-1954) x 1929 Alexander Frederik Eduard Christiaan (1903-1991) Olaf V van Noorwegen | Märtha (1901-1954) x 1929 Alexander Frederik Eduard Christiaan (1903-1991) Olaf V van Noorwegen | Astrid (1905-1935) x 1926 Leopold III (1901-1983) Koning der Belgen                                     | Astrid (1905-1935) x 1926 Leopold III (1901-1983) Koning der Belgen                                     | Astrid (1905-1935) x 1926 Leopold III (1901-1983) Koning der Belgen                                     | Astrid (1905-1935) x 1926 Leopold III (1901-1983) Koning der Belgen                                     | Astrid (1905-1935) x 1926 Leopold III (1901-1983) Koning der Belgen                      | Astrid (1905-1935) x 1926 Leopold III (1901-1983) Koning der Belgen                      | Astrid (1905-1935) x 1926 Leopold III (1901-1983) Koning der Belgen                      | Astrid (1905-1935) x 1926 Leopold III (1901-1983) Koning der Belgen                      | Astrid (1905-1935) x 1926 Leopold III (1901-1983) Koning der Belgen                      | Astrid (1905-1935) x 1926 Leopold III (1901-1983) Koning der Belgen                      | Astrid (1905-1935) x 1926 Leopold III (1901-1983) Koning der Belgen                          | Astrid (1905-1935) x 1926 Leopold III (1901-1983) Koning der Belgen                          | Karel (1911-2003) x 1937 Elsa (1904-1991)                                                    | Karel (1911-2003) x 1937 Elsa (1904-1991)                                                    | Karel (1911-2003) x 1937 Elsa (1904-1991)                                                    | Karel (1911-2003) x 1937 Elsa (1904-1991)                                                    | Karel (1911-2003) x 1937 Elsa (1904-1991)                                                    | Karel (1911-2003) x 1937 Elsa (1904-1991)                                                    | Karel (1911-2003) x 1937 Elsa (1904-1991)                                                    | Karel (1911-2003) x 1937 Elsa (1904-1991)                                                    |
| Kleinkinderen                                                                     | George Waldemar (1920-1986)                                                  | George Waldemar (1920-1986)                                                  | George Waldemar (1920-1986)                                                  | George Waldemar (1920-1986)                                                  | Flemming (1922-2002) x 1949 Alice Ruth Nielsen (1924-2010)                   | Flemming (1922-2002) x 1949 Alice Ruth Nielsen (1924-2010)                   | Flemming (1922-2002) x 1949 Alice Ruth Nielsen (1924-2010)                   | Flemming (1922-2002) x 1949 Alice Ruth Nielsen (1924-2010)                   | Ragnhild (1930-2012) x 1953 Erling Sven Lorentzen (1923)                                        | Ragnhild (1930-2012) x 1953 Erling Sven Lorentzen (1923)                                        | Ragnhild (1930-2012) x 1953 Erling Sven Lorentzen (1923)                                        | Ragnhild (1930-2012) x 1953 Erling Sven Lorentzen (1923)                                        | Astrid (1932) x 1961 Johan Martin Ferner (1927-2015)                                            | Astrid (1932) x 1961 Johan Martin Ferner (1927-2015)                                            | Astrid (1932) x 1961 Johan Martin Ferner (1927-2015)                                            | Astrid (1932) x 1961 Johan Martin Ferner (1927-2015)                                            | Harald (1937) Harald V van Noorwegen x 1968 Sonja Haraldsen (1937)                              | Harald (1937) Harald V van Noorwegen x 1968 Sonja Haraldsen (1937)                              | Harald (1937) Harald V van Noorwegen x 1968 Sonja Haraldsen (1937)                              | Harald (1937) Harald V van Noorwegen x 1968 Sonja Haraldsen (1937)                              | Josephine (1927–2005) x 1953 Jan van Luxemburg (1921-2019) Groothertog van Luxemburg                    | Josephine (1927–2005) x 1953 Jan van Luxemburg (1921-2019) Groothertog van Luxemburg                    | Josephine (1927–2005) x 1953 Jan van Luxemburg (1921-2019) Groothertog van Luxemburg                    | Josephine (1927–2005) x 1953 Jan van Luxemburg (1921-2019) Groothertog van Luxemburg                    | Boudewijn I (1930–1993) Koning der Belgen x 1960 Fabiola Mora y Aragón (1928-2014)       | Boudewijn I (1930–1993) Koning der Belgen x 1960 Fabiola Mora y Aragón (1928-2014)       | Boudewijn I (1930–1993) Koning der Belgen x 1960 Fabiola Mora y Aragón (1928-2014)       | Boudewijn I (1930–1993) Koning der Belgen x 1960 Fabiola Mora y Aragón (1928-2014)       | Albert II (1934) Koning der Belgen x 1959 Paola Ruffo di Calabria (1937)                 | Albert II (1934) Koning der Belgen x 1959 Paola Ruffo di Calabria (1937)                 | Albert II (1934) Koning der Belgen x 1959 Paola Ruffo di Calabria (1937)                     | Albert II (1934) Koning der Belgen x 1959 Paola Ruffo di Calabria (1937)                     | Madeleine (1938)                                                                             | Madeleine (1938)                                                                             | Madeleine (1938)                                                                             | Madeleine (1938)                                                                             | Madeleine (1938)                                                                             | Madeleine (1938)                                                                             | Madeleine (1938)                                                                             | Madeleine (1938)                                                                             |
| Kleinkinderen                                                                     | George Waldemar (1920-1986)                                                  | George Waldemar (1920-1986)                                                  | George Waldemar (1920-1986)                                                  | George Waldemar (1920-1986)                                                  | Flemming (1922-2002) x 1949 Alice Ruth Nielsen (1924-2010)                   | Flemming (1922-2002) x 1949 Alice Ruth Nielsen (1924-2010)                   | Flemming (1922-2002) x 1949 Alice Ruth Nielsen (1924-2010)                   | Flemming (1922-2002) x 1949 Alice Ruth Nielsen (1924-2010)                   | Ragnhild (1930-2012) x 1953 Erling Sven Lorentzen (1923)                                        | Ragnhild (1930-2012) x 1953 Erling Sven Lorentzen (1923)                                        | Ragnhild (1930-2012) x 1953 Erling Sven Lorentzen (1923)                                        | Ragnhild (1930-2012) x 1953 Erling Sven Lorentzen (1923)                                        | Astrid (1932) x 1961 Johan Martin Ferner (1927-2015)                                            | Astrid (1932) x 1961 Johan Martin Ferner (1927-2015)                                            | Astrid (1932) x 1961 Johan Martin Ferner (1927-2015)                                            | Astrid (1932) x 1961 Johan Martin Ferner (1927-2015)                                            | Harald (1937) Harald V van Noorwegen x 1968 Sonja Haraldsen (1937)                              | Harald (1937) Harald V van Noorwegen x 1968 Sonja Haraldsen (1937)                              | Harald (1937) Harald V van Noorwegen x 1968 Sonja Haraldsen (1937)                              | Harald (1937) Harald V van Noorwegen x 1968 Sonja Haraldsen (1937)                              | Josephine (1927–2005) x 1953 Jan van Luxemburg (1921-2019) Groothertog van Luxemburg                    | Josephine (1927–2005) x 1953 Jan van Luxemburg (1921-2019) Groothertog van Luxemburg                    | Josephine (1927–2005) x 1953 Jan van Luxemburg (1921-2019) Groothertog van Luxemburg                    | Josephine (1927–2005) x 1953 Jan van Luxemburg (1921-2019) Groothertog van Luxemburg                    | Boudewijn I (1930–1993) Koning der Belgen x 1960 Fabiola Mora y Aragón (1928-2014)       | Boudewijn I (1930–1993) Koning der Belgen x 1960 Fabiola Mora y Aragón (1928-2014)       | Boudewijn I (1930–1993) Koning der Belgen x 1960 Fabiola Mora y Aragón (1928-2014)       | Boudewijn I (1930–1993) Koning der Belgen x 1960 Fabiola Mora y Aragón (1928-2014)       | Albert II (1934) Koning der Belgen x 1959 Paola Ruffo di Calabria (1937)                 | Albert II (1934) Koning der Belgen x 1959 Paola Ruffo di Calabria (1937)                 | Albert II (1934) Koning der Belgen x 1959 Paola Ruffo di Calabria (1937)                     | Albert II (1934) Koning der Belgen x 1959 Paola Ruffo di Calabria (1937)                     | x 1962 Charles Albert Ullens de Schooten Whettnall (1927-2006)                               | x 1962 Charles Albert Ullens de Schooten Whettnall (1927-2006)                               | x 1962 Charles Albert Ullens de Schooten Whettnall (1927-2006)                               | x 1962 Charles Albert Ullens de Schooten Whettnall (1927-2006)                               | x 1980 Nicos Kogevinas (1918-2006)                                                           | x 1980 Nicos Kogevinas (1918-2006)                                                           | x 1980 Nicos Kogevinas (1918-2006)                                                           | x 1980 Nicos Kogevinas (1918-2006)                                                           |
| Achterkleinkinderen                                                               | -                                                                            | -                                                                            | -                                                                            | -                                                                            | Axel (1950) Birger (1950) Carl (1952) Désirée (1955)                         | Axel (1950) Birger (1950) Carl (1952) Désirée (1955)                         | Axel (1950) Birger (1950) Carl (1952) Désirée (1955)                         | Axel (1950) Birger (1950) Carl (1952) Désirée (1955)                         | Haakon (1954) Ingeborg (1957) Ragnhild (1968)                                                   | Haakon (1954) Ingeborg (1957) Ragnhild (1968)                                                   | Haakon (1954) Ingeborg (1957) Ragnhild (1968)                                                   | Haakon (1954) Ingeborg (1957) Ragnhild (1968)                                                   | Cathrine (1962) Benedikte (1963) Alexander (1965) Elisabeth (1969) Carl-Christian (1972)        | Cathrine (1962) Benedikte (1963) Alexander (1965) Elisabeth (1969) Carl-Christian (1972)        | Cathrine (1962) Benedikte (1963) Alexander (1965) Elisabeth (1969) Carl-Christian (1972)        | Cathrine (1962) Benedikte (1963) Alexander (1965) Elisabeth (1969) Carl-Christian (1972)        | Märtha Louise (1971) Haakon Magnus (1973)                                                       | Märtha Louise (1971) Haakon Magnus (1973)                                                       | Märtha Louise (1971) Haakon Magnus (1973)                                                       | Märtha Louise (1971) Haakon Magnus (1973)                                                       | Marie Astrid (1954) Hendrik (1955) Groothertog van Luxemburg Jan (1957) Margaretha (1957) Willem (1963) | Marie Astrid (1954) Hendrik (1955) Groothertog van Luxemburg Jan (1957) Margaretha (1957) Willem (1963) | Marie Astrid (1954) Hendrik (1955) Groothertog van Luxemburg Jan (1957) Margaretha (1957) Willem (1963) | Marie Astrid (1954) Hendrik (1955) Groothertog van Luxemburg Jan (1957) Margaretha (1957) Willem (1963) | -                                                                                        | -                                                                                        | -                                                                                        | -                                                                                        | Filip (1960) Koning der Belgen Astrid (1962) Laurent (1963) Delphine (1968)              | Filip (1960) Koning der Belgen Astrid (1962) Laurent (1963) Delphine (1968)              | Filip (1960) Koning der Belgen Astrid (1962) Laurent (1963) Delphine (1968)                  | Filip (1960) Koning der Belgen Astrid (1962) Laurent (1963) Delphine (1968)                  | Marie-Christine (1964) Jean-Charles (1965) Astrid (1971) Sophie (1973)                       | Marie-Christine (1964) Jean-Charles (1965) Astrid (1971) Sophie (1973)                       | Marie-Christine (1964) Jean-Charles (1965) Astrid (1971) Sophie (1973)                       | Marie-Christine (1964) Jean-Charles (1965) Astrid (1971) Sophie (1973)                       | Désirée (1977)                                                                               | Désirée (1977)                                                                               | Désirée (1977)                                                                               | Désirée (1977)                                                                               |